# Friedrich Moritz Mainzer
Friedrich Moritz „Fritz“ Mainzer (* 17. März 1875 in Darmstadt; † 15. August 1955 in London) war ein deutscher Jurist aus Darmstadt, Verfolgter des Naziregimes und Emigrant aus dem Deutschen Reich während der Jahre 1933 bis 1945. Nach dem Ende des Zweiten Weltkriegs vertrat er von London aus Klienten in Wiedergutmachungsverfahren und bei der Durchsetzung von Entschädigungsansprüchen Entschädigung für Opfer der nationalsozialistischen Verfolgung. Zu den von Friedrich Mainzer ausgebildeten Assessoren zählte auch der spätere Bundesaußenminister Heinrich von Brentano.

## Leben und Beruf vor 1933
Friedrich Moritz Mainzer ist der Sohn des „Großhl. Hofg. Advocat Dr. Baruch Mainzer“, später Justizrat, und dessen Ehefrau Mathilde, geborene Simon von Mainz, die damals in der Neckarstraße 18 in Darmstadt wohnten. Baruch Mainzer unterhielt seit 1869 eine eigene Anwaltspraxis in Darmstadt, in die später sein Sohn Friedrich Moritz eintrat.
Über Mainzers Kindheit und Jugend ist nichts bekannt. Er studierte Jura an der damaligen Ludwigs-Universität in Gießen, wo er 1896 die Fakultätsprüfung mit der Note „sehr gut“ ablegte. Auch sein weiterer Werdegang scheint durch hervorragende Leistungen gekennzeichnet sein, wie der später für ihn und seine Erben als Anwalt in dem Wiedergutmachungsverfahren auftretende Awigdor Leopold Oppenheim herausstellte: „Dr. Friedrich Mainzer war ein ungewöhnlich befaehigter Jurist.- Er hatte am 21. Dezember 1900 die Assessorpruefung mit der Note ‚Sehr gut‘ bestanden und ihm war bestaetigt worden, dass er unter saemtlichen zugleich mit ihm geprueften Kandidaten an erster Stelle stehe.“ Aufgrund dieses sehr guten Examens erhielt Mainzer das Angebot, als Staatsanwalt in den Staatsdienst einzutreten. Er verzichtete jedoch auf dieses Angebot und trat in die Kanzlei seines Vaters ein. Nachdem dieser noch im gleichen Jahr verstorben war, übernahm Friedrich Moritz Mainzer die Kanzlei. Sie befand sich damals bereits in dem der Familie gehörenden Haus Bismarckstr. 48, wo sie später von den Nazis verwüstet wurde.
Eher ungewöhnlich für einen späteren Wirtschaftsanwalt war die juristische Auseinandersetzung, in der er noch am Beginn seiner beruflichen Karriere den damaligen Darmstädter Rabbiner David Selver in einem Kündigungsprozess gegen die Jüdische Gemeinde Darmstadt vertrat. In dem sehr komplexen Prozess, in dem es vor allem auch darum ging, ob der Jüdischen Gemeinde überhaupt ein Kündigungsrecht gegenüber dem großherzoglichen Beamten Selver zustand, konnte Mainzer die Kündigung abwenden und seinem Mandanten einen versorgungsrechtlich gesicherten Rückzug aus seinem Amt ermöglichen.
Mainzer, der mit Elfriede Barbara Adler (* 29. März 1880 in Ludwigshafen – † 30. April 1960 in London) verheiratet war – einer „für gewöhnlich eleganten, kühlen Dame“ –, war als Rechtsanwalt am Landgericht und am Oberlandesgericht in Darmstadt zugelassen, sowie an der Kammer für Handelssachen in Offenbach. In einer Eidesstattlichen Versicherung vom 9. Juli 1951 erklärte er: „Ich hatte eine ausgedehnte Praxis, die im wesentlichen aus konsultativer Tätigkeit bestand. Meine Tätigkeit bei den Gerichten hatte ich stark eingeschränkt.“ Was es mit dieser „konsultativen Tätigkeit“ (beratenden Tätigkeit) auf sich hatte, ergibt sich aus einer Erklärung von Elfriede Mainzer: „Zu Banken und Kartellen bestanden folgende Beziehungen: Dr. F. M. Mainzer war juristischer Berater der Grossbanken in Frankfurt a. M., ferner Berater des I.G-Farbenkonzerns; er war im Aufsichtsrat sehr vieler Unternehmen, besonders in Papierfabriken, Schuhfabriken und den massgebenden Sekt-Fabriken.“. In der Kanzlei waren nach Elfriede Mainzer zwei weitere Anwälte tätig, zwei bis drei Assessoren und ebenso viele Referendare, ein Bürovorsteher, ein Registrar (Person, die für die Verwaltung der Akten zuständig war), sechs Sekretärinnen und weitere Hilfskräfte. Im Nachhinein könnte man von einer gutgehenden Wirtschaftskanzlei sprechen, über deren wirtschaftliche Situation Friedrich Moritz Mainzer noch 1951 sagte: „Meine Praxis war recht lukrativ. Selbst als in Folge der Judenpolitik der Nazis im allgemeinen die Berufstätigkeit der jüdischen Anwälte sehr litt, hat sich das bei mir nicht sehr geltend gemacht, weil eben meine Praxis eine wesentlich konsultative war und weil in Folge Wegfall der Gerichtspraxis meine Unkosten sanken.“

Dass Mainzer mit seiner Behauptung von der recht lukrativen Praxis nicht übertrieben hat, aber auch dazu neigte, seinen Wohlstand demonstrativ zur Schau zu stellen, erwähnt Marlies Plotnik in ihren Erinnerungen:

„Mainzer war in Darmstadt keine beliebte Persönlichkeit, obwohl er und Elfriede wirklich ‘assimilierte Juden’ waren. Sie gehörten natürlich keiner jüdischen Gemeinde oder Organisation an. Ich weiß nicht mehr, ob sie tatsächlich Konvertiten waren oder nicht. Aber sie wurden allseits nicht gemocht, weil sie viel Geld hatten und es zur Schau stellten. Vater und Mainzer waren sich oft nicht einig, welche Gebühren sie für ihre juristischen Dienstleistungen verlangen sollten. Aber ich weiß, dass Vater großen Respekt vor seinem Partner hatte. Mainzer hatte ein fotografisches Gedächtnis, war ein großartiger Prozessanwalt mit unglaublicher Präsenz, und er hatte einen ausgezeichneten Geschmack; er spielte sogar sehr gut Klavier. Ein vielseitiger Mann mit einem sehr hohen IQ - und der passenden aufgeblasenen Persönlichkeit.
Die Mainzers hatten sich auf einem großen Grundstück ein prachtvolles modernes Haus mit einem separaten Gebäude für den Chauffeur gebaut. Mein Vater hat ihr opulentes Leben mit ihren beiden riesigen Mercedes-Benz Limusinen nie gebilligt.“

## Die Jahre bis zur Emigration
Auch wenn Mainzer zuvor noch betonte, dass die Auswirkungen der nationalsozialistischen Machtergreifung für seine Kanzlei noch relativ gering waren, musste er nach 1933 viele Erniedrigungen und Anfeindungen ertragen. Er berichtete davon in einem Schreiben vom 17. März 1952 an die Wiedergutmachungskammer:
- Am 1. April 1933, dem Tag des Judenboykotts, wurden an seinem Wohnhaus und vor seinem Büro Plakate mit der Inschrift „Der Jude lügt, der Jude betrügt“ angebracht.
- Am 3. April 1933 wurde er vorübergehend „wegen konterrevolutionärer Betätigung“ verhaftet.
- „Am 1. Mai 1933 wurde mein Sozius und Mitarbeiter Herr Rechtsanwlt Rothschild aus der Anwaltsliste gestrichen, weil die Verordnung sagte, weder sein Vater noch sein Sohn im Krieg gefallen waren. Sein Vater war nur schwer verwundet worden.“
- Mitarbeiter beendeten ihre Tätigkeit bei ihm, weil sie Angst um ihr berufliches Fortkommen hatten. Als ausdrückliche Ausnahmen erwähnt er einen Herrn Dr. Wissmann und den Rechtsreferendar Sturmfels. Otto A. Sturmfels ist später einer von Mainzers Rechtsvertretern in dessen Wiedergutmachungsverfahren.[11]
- Die Behörden hätten auf Klienten eingewirkt, „ihre Beziehungen zu dem jüdischen Anwalt zu lösen, da sie sonst Schaden hätten“. Einem höheren Beamten habe seine vorgesetzte Dienstbehörde „mit Entlassung gedroht, wenn er nicht seinen Anwalt wechselt“. Dies sei in der Personalakte vermerkt worden.
- Ein höherer Marineoffizier sei bei seinem Eintritt in seine Kanzlei von SA-Leuten fotografiert worden, „und man habe ihm gesagt, sein Bild komme in den Stürmer“.

Mainzer selber war von dem am 7. April 1933 verabschiedeten Gesetz über die Zulassung zur Rechtsanwaltschaft, durch das die Zulassung jüdischer Rechtsanwälte aufgehoben wurde, noch nicht direkt betroffen. Entweder genoss er das Frontkämpferprivileg, oder seine Zulassung war vor dem 1. August 1914 erfolgt, beides Ausnahmen, die das Gesetz zunächst gewährte. Wie oben schon zitiert konnte er die von ihm so bezeichnete „konsultative Praxis“ weiterhin aufrechterhalten, was aber Schikanen nicht ausschloss. So teilte Mainzer am 11. Februar 1937 seinem Klienten Ferdinand Marxsohn mit: „Zu meinem Bedauern konnte ich Sie am 10.ds.Mts. nicht empfangen, da ich nach einem Beschluss des Vorstands der Anwaltskammer am Mittwoch Nachmittag niemanden empfangen darf.“
Mit der „Fünften Verordnung zum Reichsbürgergesetz“ vom 27. September 1938 wurde dann auch Mainzers Zulassung zum 30. November 1938 aufgehoben. Mainzer muss als unmittelbare Reaktion darauf bei der Justizverwaltung seine Zulassung als jüdischer Konsulent beantragt haben, was nach § 8 der „Fünften Verordnung zum Reichsbürgergesetz“ grundsätzlich möglich war. Der Präsident der Rechtsanwaltskammer Darmstadt sprach sich am 21. November 1938 vehement gegen das Gesuch Mainzers aus. „Mainzer hat in langjähriger Berufsausübung unter Beweis gestellt, dass er für die Rechtspflege im nationalsozialistischen Staat untragbar ist.“ Am 12. Dezember 1938 bestand der Darmstädter Oberlandesgerichtspräsident weiterhin darauf, dass ihm vom Landgericht ein Personal- und Befähigungsnachweis vorzulegen sei. Ob das Verfahren noch weiter betrieben wurde, lässt sich aus den Akten nicht entnehmen.

Friedrich Mainzer hatte in der Zwischenzeit neben diesen beruflichen Demütigungen viel existentiellere Bedrohungen hinzunehmen. Seine Praxis in der Bismarckstr. 48 wurde während der Novemberpogrome 1938 zerstört und er verhaftet:

„Ich wurde am 8. oder 9. November 1938 nach Buchenwald vebracht und blieb dort bis, wenn ich mich recht erinnere, 28. November.“

 Nach seiner Freilassung betrieb er seine Emigration.
Die Emigration im Frühsommer 1939 war für Mainzer und seine Frau mit erheblichen Vermögensverlusten verbunden. Alleine die Höhe der von ihm zu leistenden Judenvermögensabgabe beziffert er auf 159.639,40 RM. Der lag ein geschätztes Vermögen von 570.000 RM zugrunde. Der daraus ebenfalls abgeleitete Betrag für die Reichsfluchtsteuer belief sich auf 92.604 RM. Auf Weisung des Finanzamtes war er außerdem gezwungen 27.500 RM an die Reichsvereinigung der Juden in Deutschland, Bezirksstelle Mainz, zu zahlen – als Zwangsabgabe zur Förderung der Auswanderung unbemittelter Juden. Die Devisenstelle Frankfurt zwang ihn, Wertpapiere im Wert von 201.997,10 RM abzuliefern, wofür er lediglich 12.400,97 RM erhielt. Bis fast zum Zeitpunkt seiner Emigration stritt er sich noch wegen ausstehender Honorare in verhältnismäßig niedriger Höhe (830,13 RM) mit einem sehr alten Bekannten und Jahrzehnte langem Klienten, Ferdinand Marxsohn. Marxsohn war zusammen mit zwei Brüdern Besitzer der Unionbrauerei Groß-Gerau gewesen, die diese unter Mainzers Mitwirkung 1936 unter Wert an den Unternehmer Willy Kaus veräußern mussten. Die Angelegenheit scheint jedoch vor Mainzers Emigration nicht mehr zu einem befriedigenden Ende gekommen zu sein. In seinem letzten überlieferten Brief an Ferdinand Marxsohn schrieb er am 15. März 1939: „Ich habe bei er Liquidation meines Büros keine Streitigkeiten gehabt und insbesondere auf die Verhältnisse von Juden jede nur erdenkliche Rücksicht genommen. Es würde mir im höchsten Masse widerstehen, gerade mit Ihnen, mit dem ich Jahrzehnte lange angenehme persönliche und berufliche Beziehungen hatte, in einen Streit zu geraten, der meiner Ueberzeugung nach ebenso wenig Ihren Wünschen entspricht, wie er es den meinen tut. Ich kann aber andererseits unmöglich mich dem Diktat der Sie beratenden Herren fügen und bin es mir schuldig, die Angelegenheit zu Ende zu bringen.“ Eine Antwort Marxsohns ist in den Akten nicht enthalten.
Am 15. März 1950 teilte Mainzer der Wiedergutmachungskammer mit, dass er 1939 eine Mainzer Speditionsfirma beauftragt hatte, sein Umzugsgut – drei Liftvans und eine Kiste – nach Rotterdam zu bringen, von wo es nach London verschifft werden sollte. Entgegen der Vorgabe brachte die Spedition die Sachen aber nach Bremen. Wegen des Kriegsausbruchs war es dann nicht mehr möglich, die Sachen nach London bringen zu lassen, und außerdem hatten die Nazis nach seiner Abreise eine weitere Judenvermögensabgabe verlangt, von der Mainzer nichts wusste. Da er diese Abgabe nunmehr nicht mehr zahlen konnte, wurde das Umzugsgut in Bremen beschlagnahmt. Mainzer bezifferte den Schaden auf 289.612 RM.

## In der Emigration
Friedrich Mainzer und seine Frau erreichten im Juli 1939 London, wo die beiden für den Rest ihres Lebens wohnen blieben. Knapp ein Jahr nach der Ankunft erhielt er eine Arbeitserlaubnis und durfte als Lawyer on continental law beziehungsweise legal Advisor for continental Law tätig werden. Während der gesamten Kriegszeit hatte er aber kaum Beschäftigung und verfügte dementsprechend auch nur über ein sehr geringes Einkommen. 1948/49 erzielte er erstmals ein steuerpflichtiges Einkommen.
Über Mainzers weiteres Leben ist wenig bekannt. Sicher ist, dass er 1947 einen Antrag auf Zulassung als Rechtsanwalt in Darmstadt unter Beibehaltung seines Wohnsitzes in London stellte und danach sein eigenes Wiedergutmachungsverfahren betrieb, als auch das Verfahren für Elisabeth Paul, die Tochter seines früheren Klienten David Selver (siehe oben). Unterstützung erhielt er in diesem Verfahren von dem Rechtsanwalt und Notar Otto Kattler, mit dem er schon in den frühen 1920er Jahren zusammengearbeitet hatte, und von Otto A. Sturmfels, der um 1933 Rechtsreferendar in Mainzers Darmstädter Kanzlei gewesen war (siehe oben). Sturmfels, mit vollem Namen Otto Albrecht Rudolf Sturmfels, geboren am 9. September 1908 in Groß-Umstadt, war das zweite von sechs Kindern des kurz vor dem Ende des Zweiten Weltkriegs im KZ Dachau verstorbenen Juristen und Politikers Otto Sturmfels. In einem weiteren Verfahren war er für die Schwestern Hanna Tabori und Hildegard Shelton tätig, die um Wiedergutmachung für das Haus Bismarckstraße 37 kämpften, das ihr von den Nazis in Auschwitz ermordeter Bruder Friedrich Julius Freund 1937 unter Wert verkaufen musste. Das Verfahren endete mit einem Vergleich über 5.500.-- DM zu Gunsten der beiden Schwestern.

## Wiedergutmachung
Am 15. Februar 1950 stellt Friedrich Mainzer einen förmlichen Wiedergutmachungsantrag. Über die oben schon erwähnten Vermögensschäden hinaus verlangt er auch eine Entschädigung für Mietverluste ab dem 1. Juli 1939 für sein ehemaliges Haus in der Osannstr. 11 (Lage), das in der Darmstädter Brandnacht vom 11. auf den 12. September 1943 zerstört worden war. Auf dem großen Gelände im Darmstädter Paulusviertel befanden sich die oben schon erwähnte Villa und ein kleineres Gebäude für Mainzers Fahrer. Beide Gebäude wurden nach dem Zweiten Weltkrieg von der Jüdischen Gemeinde Darmstadt genutzt (siehe unten).
Nachdem zwischenzeitlich sowohl Mainzer als auch seine Frau Elfriede verstorben waren, kam das gesamte Verfahren erst im Frühjahr 1965 zum Abschluss. Nutznießerin war die verbliebene Alleinerbin, eine damals auch schon sechsundsiebzigjährige Nichte Mainzers.

### Wiedergutmachung für erlittene Vermögensschäden
Wie die Akten belegen, gab es erhebliche Verfahrensverzögerungen seitens der Behörde, voran dem Regierungspräsidium Darmstadt (RP). Eine Tendenz ist erkennbar, Ansprüche abzulehnen oder in ihrem Umfang zu beschneiden. Dazu wurden häufig umfangreiche juristische Stellungnahmen verfasst, in denen nicht eindeutige Gesetzesvorgaben so interpretiert wurden, dass sie zu Lasten des Antragstellers ausgelegt werden konnten. Gegen Ende des Verfahrens war das so offensichtlich, dass der Hessische Innenminister einschritt und dem Regierungspräsidium die Weisung zur Auszahlung eines Teilbetrages erteilte. Dass letztlich eine Entschädigung von knapp DM 240.000,00 bewilligt wurde, ist nur der Beharrlichkeit der juristischen Kompetenz von Mainzer und Oppenheim zu verdanken, der nach Mainzers Tod das Verfahren im Namen der Erben (zunächst der Ehefrau und dann der verbliebenen Alleinerbin) weiterführte.
Am 7. März 1952 erkannte das RP Darmstadt Mainzer erstmals eine Entschädigung über DM 2.560,00 zu. In mehreren Eingaben wehrte er sich gegen die geringen Höhe und monierte, dass selbst dieser Betrag nicht zur Auszahlung kam. Da auf seine Eingaben nur mit großer zeitlicher Verzögerung reagiert wurde, reichte Mainzer am 13. Oktober 1952 Klage vor der Widerspruchskammer des Landgerichts Darmstadt ein. Diese erkannte am 26. März 1953 in einem Grund-Beschluss sämtliche Ansprüche Mainzers vollinhaltlich an. Hiergegen legte der Hessische Innenminister am 22. Mai 1953 Rechtsbeschwerde ein. Diese wurde am 26. März 1954 vom Oberlandesgericht Frankfurt am Main zurückgewiesen. Das Urteil war vorläufig vollstreckbar, es wurde aber Revision vor dem Bundesgerichtshof zugelassen. Das Land ging in Revision und wurde am 22. November 1954 endgültig zurückgewiesen. Für Mainzer war das nur ein Etappensieg dem noch 11 Verfahrensjahre folgten, in denen allerdings auch weitere Forderungen geltend gemacht wurden.

### Der Streit um den Goodwill
Eine Komplikation ergab sich schließlich daraus, dass Mainzer nicht nur Entschädigung für den materiellen Verlust seiner Anwaltspraxis geltend gemacht hatte, sondern auch die Entschädigung eines Goodwills, eines aus der Zerstörung der Praxis resultierenden immateriellen Vermögensschadens, forderte. Auf diesen aber erhoben auch Ebo Rothschild und Hermann Wolf beziehungsweise deren Erben Anspruch, mit der Argumentation, beide seien Teilhaber einer zusammen mit Mainzer betriebenen Sozietät gewesen.
Da diese Forderungen erst nach Mainzers Tod geltend gemacht worden waren und entsprechende Verträge nicht vorgelegt werden konnten, erfolgte die Geltendmachung der Ansprüche beziehungsweise deren Zurückweisung durch Elfriede Mainzer auf argumentativer Basis, aber letztlich ohne eindeutige Beweise. Es kam zu einem Gerichtsverfahren und schließlich zu einem gerichtlichen Vergleichsvorschlag vom 26. August 1960, der den gesamten Goodwill für die Praxis auf 45.720,00 DM bezifferte. Davon sollte an die Partei Mainzer ein Betrag von 30.000,00 DM gehen, an die beiden anderen Parteien zusammen der Restbetrag. Nach weiteren juristischen Manövern, in denen sich auch das RP als zuständige Behörde noch einmal quer stellte, wurde dieser Vorschlag Mitte 1961 rechtskräftig.
Aus den Unterlagen ergibt sich kein Hinweis darauf, dass in dem Streit um den Goodwill auf das oben schon zitierte Schreiben Friedrich Mainzers vom 17. März 1952 zurückgegriffen wurde. In dem bezeichnet er Ebo Rothschild im Zusammenhang mit dessen Streichung aus der Anwaltsliste ausdrücklich als „mein Sozius und Mitarbeiter“. Im Adressbuch der Darmstadt für das Jahr 1933 wurden unter der Rubrik Rechtsanwälte und Notare die drei Anwälte allerdings einzeln unter der Adresse Bismarckstraße 48 aufgeführt, ohne dass sie als gemeinsame Sozietät gekennzeichnet wurden.  Der Eintrag unter der Adresse weist Mainzer als Hauseigentümer aus, die drei Anwälte dann als eine gemeinsame Partei von insgesamt fünf Mietparteien. Ein Hinweis auf eine Sozietät fehlt auch hier.
Aus den im Leo Baeck Institute archivierten Unterlagen von Hermann Wolf ergibt sich jedoch zumindest in Bezug auf das Verhältnis Mainzer-Wolf ein eindeutigeres Bild. Am 22. Oktober 1938 legte Hermann Wolf einem „Devisenprüfer bei der Devisenstelle Darmstadt“ gegenüber in den Praxisräumen in der Bismarckstraße seine Vermögensverhältnisse offen. In Punkt I bezeichnet sich Wolf ausdrücklich als „Sozius des Rechtsanwalts Dr. Mainzer“ und erklärt dazu unter Punkt IL.4: „Ich habe eine Kapitalforderung gegenüber Rechtsanwalt Dr. Mainzer Darmstadt aus meinem Beteiligungsverhältnis in Höhe von RM 10.000,--. Fälligkeit und Art der Rückzahlung bleibt noch zu treffender Vereinbarung vorbehalten.“ Unter Punkt IV heißt es dann: „Soeben erscheint Rechtsanwalt Dr. Mainzer, Darmstadt, und erklärt, dass er den Wunsch habe, Rechtsanwalt Dr. Wolf in der obenangegebenen Weise abzufinden und zwar durch Uebergabe eines Verrechnungsschecks auf die Deutsche Bank und Diskonto-Gesellschaft Filiale Darmstadt. Da von der obigen Amtsperson insoweit keine Bedenken geäussert wurden, wurde dies im Sinne der nachfolgenden Anordnungen genehmigt.“ Am 22. Oktober 1938 quittiert Hermann Wolf von Mainzer den Betrag von RM 10.000,-- erhalten zu haben.
Ob ein ähnliches Beteiligungsverhältnis auch im Falle Ebo Rothschilds vorlag, muss offen bleiben; er emigrierte nach seinem Berufsverbot 1933 über Holland nach Spanien und später nach Israel. Aus Anlass seines Ausscheidens aus der Kanzlei hatte ihm Hermann Wolf am 28. Dezember 1933 ein handschriftliches Zeugnis ausgestellt, in dem er Rothschilds große juristische Kompetenz herausstellte und diesen als Freund bezeichnete. Das Wort Sozius oder Partner taucht in dem Zusammenhang nicht auf.

### Das Schicksal des Hauses in der Osannstraße
Die Eheleute Mainzer waren ab dem 1. Dezember 1928 für das Grundstück Osannstraße 11 auf sechzig Jahre erbbauberechtigt und errichteten darauf für RM 148.000,00 ihre Villa und ein Nebengebäude. Am 28. Juni 1939 mussten sie das Erbbaurecht für RM 70.000,00 auf das Deutsche Reich („Reichsfiskus Heer“) übertragen. Der Betrag wurde auf ein Sperrkonto eingezahlt, kam aber nie zur Auszahlung. Das Erbbaurecht wurde im Grundbuch gelöscht.
Am 11. September wurde das Gebäude nahezu völlig zerstört, und nach dem Krieg geriet das Anwesen im Zuge der Rechtsnachfolge in das Bundesvermögen.
Am 16. Januar 1948 schrieb Max Wolf, der damalige Leiter der Jüdischen Gemeinde Darmstadt, dem Staatskommissar für Wiedergutmachung in Hessen und Staatskommissar für die Betreuung der Juden in Groß-Hessen, Curt Epstein einen Brief und teilte mit: „Durch eine anerkennenswerte Stiftung eines ehemaligen Darmstädter Juden steht uns zur Errichtung eines Gemeindehauses nun das zu 60% zerstörte Anwesen Osannstr. 11 zur Verfügung.“ In einem weiteren Schreiben vom 11. Februar 1948 heißt es dann: „Es [das Haus Osannstr. 11] wurde der Jüdischen Gemeinde Darmstadt von dem jetzt in London lebenden Rechtsanwalt Dr. Mainzer eigens zu diesem Zwecke geschenkt.“ Zugleich skizzierte Max Wolf die Pläne für das „in einem eigenartigen Stil gebaute“ Haus: „Parterre soll eine Synagoge (Betraum), ein Gemeinschaftsraum und eine Gemeindeküche eingebaut werden. Im ersten Stock sollen die Wohnung des Gemeindeleiters und das Gemeindebüro untergebracht werden. Der ausgebaute Dachstuhl soll Zimmer für eine Übernachtungsmöglichkeit geben. Es ist geplant, in zwei Zimmern je 2 Betten unterzubringen, einen Waschraum und eine kleine Küche einzubauen, damit durchreisende Personen infolge der hier fehlenden Unterbringungs-Gelegenheit nicht im Wartsaal oder in einem Waggon des Bahnhof übernachten müssen. Das anstossende Dienerhaus soll einstöckig wieder errichtet werden, zwei Zimmer und eine Küche, und soll dem Pfleger der beiden jüdischen Friedhöfe mit seiner Frau Ersatz für seine zerstörte Dienstwohnung bei der ehemaligen isr. Religionsgemeinschaft geben, für die er seit 1926 tätig ist. Die politische Vergangenheit ist einwandfrei. Herr Werling hat auch in der Zeit von 1943-1945, trotz Verbot, die beiden Friedhöfe nicht verlassen.“
Diese Pläne konnten realisiert werden. Für Baukosten in Höhe von 229.774,48 DM errichtete die Jüdische Gemeinde Darmstadt in den Jahren 1948/49 ihr neues Zentrum. Die Gelder kamen vom Land Hessen. Sie wurden als Vorschuss gewährt und sollten später mit den Wiedergutmachungsansprüchen für die Synagogen in Darmstadt-Arheilgen, Darmstadt-Eberstadt, und in der Darmstädter Bleich- und Friedrichstraße verrechnet werden. Nur: In den Unterlagen befindet sich kein Nachweis darüber, dass das Anwesen der Jüdischen Gemeinde tatsächlich von Mainzer geschenkt worden war. Und so musste das Hessische Innenministerium in einem Schreiben vom 30. Mai 1951 an Friedrich Mainzer auch einräumen: „Zu einer Nachprüfung der Eigentumsverhältnisse bestand damals kein Anlass, weil einmal die Angaben der jüdischen Gemeinde – einer Körperschaft des öffentlichen Rechts – die Vermutung der Richtigkeit für sich hatten, ferner weil die Entscheidung über die Beihilfe zu Gunsten der jüdischen Gemeinde unabhängig von den Eigentumsverhältnissen an dem Hauptplatz zu treffen war. Es war vielmehr und ist auch heute noch Sache der jüdischen Gemeinde, die Eigentumsverhältnisse an einem Bauplatz und dem daraufstehenden, mit ihren Mitteln errichteten Bauwerk zu ordnen.“ Für eine Entschädigung Mainzers sah das Ministerium keinen Grund, und Max Wolf, der mittlerweile in England lebte, gab auf Nachfragen der Entschädigungsbehörde beim Regierungspräsidenten in Darmstadt keine Auskunft mehr zu der angeblichen Schenkung.
Mainzer hatte etwa 32.000,00 DM als Ablöse für das Erbbaurecht verlangt, das ihm ja zwangsweise genommen worden war. Wer für diese Forderung aufzukommen hätte, war ziemlich unklar. Das Land Hessen bekundete 1955/56 Bereitschaft, den Betrag zu übernehmen, wenn das Grundstück in sein Besitz überginge, wozu es einen etwa gleich hohen Betrag an den Bund als Grundstücksbesitzer zahlen bereit war. Beide Beträge sollten erneut, wie schon bei den Baukosten 1948/49 mit jüdischen Gesamtforderungen verrechnet werden. Ein entsprechender Vergleichsvorschlag wurde vom Hessischen Kabinett verabschiedet.
Gegen den Vergleich und das in ihm enthaltene Verrechnungsmodell erhob die Jewish Restitution Successor Organization (IRSO) Einspruch. In einem Schreiben vom 11. November 1958 an den Landesverband der Jüdischen Gemeinden in Hessen lehnte die IRSO den Vergleich als Vorwegnahme eines noch ausstehenden Abkommens zwischen ihr und den jüdischen Landesverbänden der amerikanischen Zone über den Entschädigungskomplex ab. Eine Einigung erfolgte dann auch ohne die IRSO. Nach weiteren Verhandlungen zwischen dem Land Hessen und dem Bund kam ein neuer Vergleichsvorschlag seitens des Landes auf den Tisch, dem der Landesverband der Jüdischen Gemeinden in Hessen mit Schreiben vom 18. Januar 1962 zustimmte. Der Landesverband akzeptierte einen Kaufpreis von 58.284,00 DM (bei einem ermittelten Verkehrswert von 129.180,00 DM) zuzüglich 37.700,00 DM für die Erbengemeinschaft Mainzer. Die Jüdische Gemeinschaft Darmstadt wurde als Eigentümer im Grundbuch eingetragen und musste dem Landesverband eine zinslose 1. Hypothek über den Gesamtbetrag einräumen.
Der Bauunternehmer Jürgen Schneider gründete im März 1987 die gemeinnützige Dr. Jürgen Schneider Stiftung mit Sitz in Darmstadt zur Förderung junger Unternehmer. Für diese Stiftung erwarb Schneider 1989 das Anwesen Osannstraße 11, das bis 1988 das Zuhause der Jüdischen Gemeinde Darmstadt war. Das Anwesen war 1988 in das Eigentum der Stadt Darmstadt übergegangen, die es 1989 an den Immobilieninvestor Schneider verkaufte und mit dem Verkaufserlös einen Teil des Baues der Neuen Synagoge an der Wilhelm-Glässing-Straße finanzierte.
Schneider beauftragte den Architekten Rüdiger Kramm mit den Planungen für den Umbau und die Renovierungsarbeiten. Diese liefen letztlich auf einen kompletten Neubau hinaus, bei dem nur die Außenmauern des vorigen Gebäudes erhalten blieben. Ob die Stiftung das neue Gebäude je für ihre Zwecke nutzte, ist nicht bekannt. Auf der Webseite der Jüdischen Gemeinde heißt es, dass das Anwesen nach mehrfachem Besitzwechsel 2004 in den Besitz des Unternehmers Josef Harand übergegangen sei. Laut Google-Maps waren 2024 dort zwei Architekturbüros ansässig.
Am 19. Juni 2023 enthüllten der damalige Darmstädter Oberbürgermeister Jochen Partsch und der Vorsitzende des Landesverbandes der Jüdischen Gemeinden in Hessen, Daniel Neumann, am Haus Osannstraße 11 eine Gedenktafel. Deren Inschrift lautet:

„Das Haus Osannstraße 11 diente der Jüdischen Gemeinde Darmstadt von 1949 bis 1988 als Gemeindehaus und als Betsaal. Es erfüllte eine wichtige Funktion als erster Anlaufpunkt und als neue Heimat für die Opfer der NS-Konzentrationslager und für in Darmstadt gestrandete Menschen jüdischen Glaubens. Das Haus war Ort des Gebets und der täglichen Begegnung, Ort des Vertrauens und der Bewältigung des schwierigen Alltags nach den grauenvollen Erlebnissen der NS-Zeit.“

## Die Gruppe X
Wie oben schon erwähnt, bereitete Friedrich Mainzer im Frühjahr 1939 seine im gleichen Jahr erfolgende Auswanderung vor. Parallel dazu startete er aber auch noch eine offensichtlich auf die Zeit nach der Emigration zielende unternehmerische Aktivität. Dabei tat er sich mit Personen zusammen, die er wohl von seiner „konsultativen Tätigkeit“ her kannte und die ihn, wie seine Witwe versicherte (siehe Oben), auch in die Aufsichtsräte von Papier- und Schuhfabriken geführt hatte. Zusammen traten sie als Gruppe X auf:
- Lothar Adler
Die  Firma „J. & C.A. Schneider“, bekannt auch unter der Abkürzung „ICAS“, war eine Frankfurter Spezialfabrik für Babyschuhe. „Im Jahre 1911 übernahmen die Brüder Lothar und Ludwig Adler den Betrieb. […] Die Adlers waren jüdischen Glaubens. Mit der ‚Arisierung‘ des Betriebes stehen die Adlers vor der Entscheidung zu emigrieren. Fritz Adler wird in der Pogromnacht 1938 von den Nazis in das KZ Buchenwald deportiert, um zum Verkauf getrieben zu werden. Nach 14 Tagen im Konzentrationslager stimmen er und Lothar Adler dem ‚Verkauf‘ der Firma zu. Von Lothar Adler ist bekannt, dass dieser sich mit seiner Ehefrau Ellen vor der Ausreise nach New York in Holland aufhielt. Sohn Herbert war zuvor schon nach England übergesiedelt und traf in Holland wieder auf seine Eltern. Zu dritt machte sich die Familie Lothar Adler nach New York auf, wo sie nur wenige Monate bleiben durften. Bis zur Ausstellung der Aufenthaltsgenehmigung blieben die Adlers in Mexiko. Fritz Adlers Weg in die USA ist nicht bekannt. Nach dem Krieg erhielten Lothar und Fritz Adler im Zuge des Rückerstattungsverfahrens den Betrieb zurück. 1954 verkauften sie diesen. Hier verliert sich ihre Spur.“[32]
- Max Hirsch (* 28. Februar 1871 in Weinheim – † 1. November 1950 in Milwaukee)
- Julius Hirsch (* 18. April 1874 in Weinheim)
Die Gebrüder Max und Julius Hirsch waren Mitinhaber der „Lederwerke Sigmund Hirsch GmbH“, die sie vor ihrer Auswanderung an die benachbarte Firma Freudenberg verkauften.[33]

Als Gruppe X hatten die vier am 9. Juni 1939 einen Vertrag mit dem Diplomingenieur Ernst Arnold und der Illig'schen Papierfabrikvertriebsgesellschaft m.b.H. aus Darmstadt-Eberstadt abgeschlossen, der direkt gekoppelt war an einen weiteren Vertrag mit der I.G. Farben. Arnold hatte zusammen mit der Firma Illig ein Spezialpapier entwickelt, das sogenannte Schwöde-Papier: „Hierbei handelt es sich um ein von Arnold zusammen mit Dr. Wolff entwickeltes und zum Patent angemeldetes Verfahren zur Enthaarung von Fellen, insbesondere Schaf- und Ziegenfellen, mittels eines Papiers, enthaltend 80% Schwefelcalcium und 20% Papierfaser.“ Zur Herstellung dieses Spezialpapiers war ein von der I.G. Farben fabrizierter Konservierungsstoff (K34) erforderlich. In dem ersten der beiden Verträge erwarb die Gruppe X von Arnold/Illig für RM 223.000,00 das Patent an dem Verfahren für den außerdeutschen Raum. Im zweiten Vertrag verpflichtete sich die Gruppe X, alle für die Herstellung des Schwöde-Papiers „erforderlichen chemischen Produkte ausschließlich von der I.G. zu beziehen“. Dieser Vertrag mit der I.G. Farben beinhaltete aber auch eine Bestimmung, nach der sich die I. G. verpflichtete, „um die Lieferung unter allen Umständen zu ermöglichen, die Rezepte für K.34 oder ein K.34 ersetzendes anderes Erzeugnis beim Treuhänder Dr. Herbert Lickfett in Stockholm, Sveavegen 21, in einem verschlossenen Umschlag niederzulegen, und die Niederlegungsstelle zu ermächtigen, den Umschlag zu öffnen und nach den Rezepten an meine Gruppe zu liefern, wenn die Voraussetzungen des §4 vorliegen“.
Man kann vermuten, dass die Mitglieder der Gruppe X, die ja alle schon erhebliche Vermögenswerte an die Nazi-Behörden hatten abtreten müssen, sich durch diese Verträge eine wirtschaftliche Zukunft für die Zeit nach der Emigration aufbauen wollten. Dass es sich dabei um ein durchaus lukratives Geschäftsmodell gehandelt hat, belegt der bereits zitierte Vermerk der I.G. Uerdingen vom 27. Juli 1942. In ihm ist auch nachzulesen, dass es damals Überlegungen gab, den Vertrag mit der Gruppe X aufzulösen, um zusammen mit der Firma Illig das Geschäft direkt zu betreiben, wobei es bereits Ideen gab, wie eine Abfindung der Gruppe X zu bewerkstelligen wäre: „Illig hat sich wegen der Aufbringung der erforderlichen Devisen bereits bemüht und einen Auslandsdeutschen in Frankreich, Herrn H. C. Schlarb, Arcachon, bereit gefunden, diese Devisen aus einem Schweizer Guthaben gegen Übertragung der Generalvertretung von Illig für Frankreich und die Kolonien aufzubringen.“
Es kam weder zu einer Vertragserfüllung, noch zu einer Vertragsauflösung, weshalb Mainzer am 17. Oktober 1950 umfangreiche Forderungen bei der Tripartite IG Farben Control Group anmeldete. Seine Begründung: „Die I.G. hat ihre Vertragspflicht verletzt, sie hat die Rezepte weder damals noch später bei Dr. Lickfett niedergelegt und, als der Unterzeichnete nach Kriegsbeginn mit Dr. Lickfett in Verbindung trat wegen der Rezepte, hat dieser im Auftrag der I.G. erklärt, sie werde sie nicht hinterlegen. Die I.G.Farben hat sonach den Vertragsbruch forgesetzt. […] Der Unterzeichnete und seine Gruppe sind durch diesen Vertragsbruch der IG Farben auf das Allerschwerste geschädigt.“ Mainzer leitet daraus eine größere Forderung ab: „Es wird demnach beantragt, unsere Forderung auf 2,531,250 Goldmark (in Worten: zwei Millionen fünfhunderteinunddreißig tausend zweihundert und fünfzig Goldmark) umgerechnet in ausländische Währung nach unserer Wahl zum jeweiligen mittleren Kurs mit Nebenforderungen (Zinsen etc.) festzusetzen. Ansprüche, die nach dem 5. Juli 1945 bis zum Vertragsablauf entstanden sind, bleiben vorbehalten.“
Das Verfahren, in das für die Gruppe X auch der Frankfurter Rechtsanwalt Erich Cohn-Bendit eingeschaltet war, der im Zusammenhang mit Mainzers Darmstädter Villa die Interessen des Landesverbands der Jüdischen Gemeinden in Hessen vertreten hatte, scheint nicht recht vorangekommen zu sein. In einem Schreiben vom 6. Juni 1952 hatte die I.G. Farbenindustrie Aktiengesellschaft i. L. alle Forderungen zurückgewiesen, da es auch nach Kriegsbeginn keine Exportverhinderung in viele europäische Länder gegeben und folglich auch keine Pflicht zur Offenlegung der Rezeptur von K34 bestanden habe. Und im Übrigen sei die Gruppe X auch noch nicht in der Lage gewesen, selbst wenn sie über K34 verfügt hätte, das Spezialpapier herzustellen. Zugleich wurde in dem Vermerk darauf verwiesen, dass Mainzer aktuell auch in Verhandlungen mit Arnold wegen der von diesem erworbenen Patentrechte stehe. Man wolle abwarten.
In einem weiteren Vermerk vom 18. Oktober 1955 hält Maurer fest: „Herr Dr. Biel und ich kamen überein, daß die I.G. von dem bisherigen Standpunkt, der Herrn Dr. Mainzer im Schreiben der I.G. vom 6. Juni 1952 mitgeteilt worden war, nicht abweichen und es zunächst auf ein prozessuales Vorgehen der Gruppe Mainzer ankommen lassen sollte.“ Dieser Vermerk war das letzte Dokument in der Akte. Friedrich Mainzer war zwei Monate zuvor verstorben. Ob und in welcher Form die Ansprüche der Gruppe X danach befriedigt wurden, muss offenbleiben.